# Лепихов, Николай Иванович
Николай Иванович Лепихов (5 сентября 1947, д. Пересна, Починковский район, Смоленская область, РСФСР, СССР — 13 мая 2006, Тирасполь, Приднестровская Молдавская Республика) — военный и государственный деятель Приднестровской Молдавской Республики. Начальник Главного штаба Вооружённых сил Приднестровской Молдавской Республики — Первый заместитель министра обороны Приднестровской Молдавской Республики с августа 1998 по 13 мая 2006.
Один из организаторов Вооружённых сил Приднестровья и инициатор создания учебных заведений Министерства обороны Приднестровской Молдавской Республики. Генерал-майор.

## Биография
Родился 5 сентября 1947 в деревне Пересна Починковского района Смоленской области РСФСР. По национальности — русский.
В 1964 окончил среднюю школу и поступил в танковое военное училище, что и определило всю его дальнейшую военную биографию.

### Образование
В 1968 окончил с отличием Харьковское гвардейское высшее танковое командное училище имени Верховного Совета Украинской ССР.
В 1973 окончил Академию бронетанковых войск имени маршала Советского Союза Р. Я. Малиновского.

### Трудовая деятельность
Проходил службу на различных командных должностях в Группе советских войск в Германии, далее в Сирии (участник подавления восстания исламистов в Сирии в 1980—1982 годах). Затем служил в Сибирском и Одесском военных округах. С середины 1980-х годов проходил службу на территории будущей Приднестровской Молдавской Республики.
Начиная с 1990 года активно участвовал в работе общественных движений по противодействию развалу СССР. В мае 1992 года, будучи не согласным с политикой России на сохранение вооружённого нейтралитета 14-й российской армии в войне в Приднестровье написал рапорт на увольнение из российской армии и принял присягу на верность Приднестровью. Принял активное участие в работе по созданию, становлению, укреплению и вооружённой защите ПМР. Общее руководство и подготовку действий танквых экипажей Гвардии ПМР осуществляли принявшие приднестровскую присягу полковники Н. И. Лепихов и В. А. Астахов, подполковник Н. П. Мячев.
Как военный специалист быстро завоевал уважение в Республиканской Гвардии Приднестровской Молдавской Республики, активно участвовал в её создании и боевой подготовке. Стал помощником (исполняющим обязанности начальника штаба Приднестровской Гвардии) начальника управления обороны ПМР Стефана Кицака и военным советником, а также заместителем Владимира Рылякова в Комитете по обороне и безопасности Верховного Совета ПМР с фактическим слиянием этих должностей на период военных действий.
С началом конфликта активно участвовал в боевых действиях на стороне ПМР в Бендерах.
Удалось привлечь таких высокопрофессиональных офицеров, как полковник Лепихов, полковник Астахов, подполковник Мячев. Эти люди закончили академии (Лепихов и Астахов), а Мячев прослужил более 25 лет в танковых частях

Шеврон Вооружённых Сил ПМР

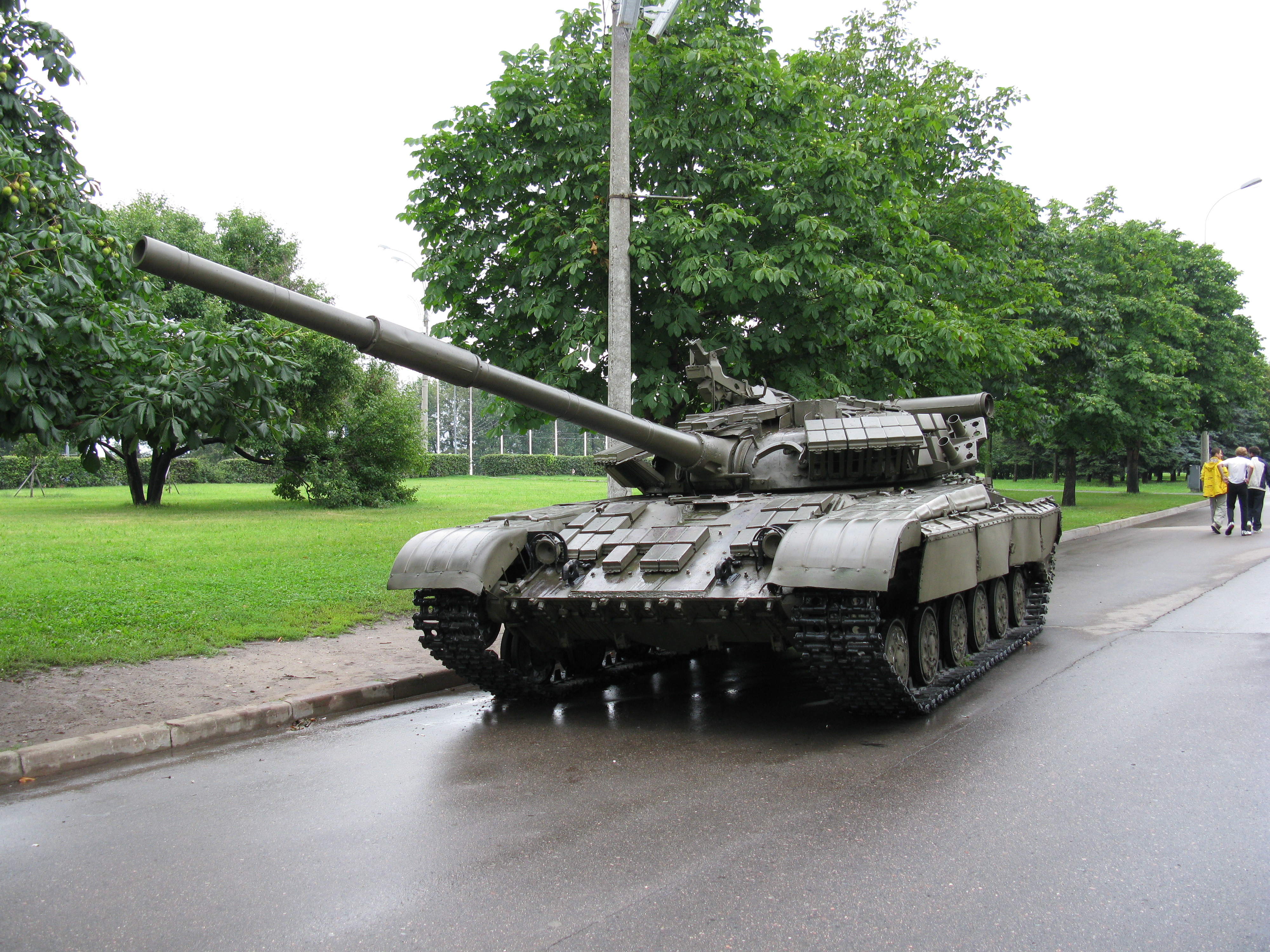
Т-64БВ

20 июня 1992 года руководил действиями танковых экипажей (вместе с В. Астаховым) при штурме парканского моста через Днестр во время Битвы за Бендеры.
Было создано две танковые роты. Одна находилась на боевых позициях на Дубоссарском направлении, а вторая проходила подготовку в учебном центре, изучала технику
Танки смогли прорваться к осаждённому войсками Республики Молдовы Бендерскому горисполкому лишь с пятой попытки, потратив на штурм почти весь световой день 20 июня 1992 года, но их прорыв привёл к переходу под контроль ПМР основной части города до заката. Далее до конца июня 1992 года танки Н. Лепихова поддерживали приднестровскую пехоту в пригородах Бендер.
С 1993 по 1995 годы после окончания войны возглавил тираспольский гарнизон Министерства обороны ПМР (отдельная мотострелковая бригада).
2 сентября 1993 командовал первым военным парадом Вооружённых сил ПМР.
Активно работал над реформированием Республиканской Гвардии в Вооружённые силы Приднестровской Молдавской Республики в должности начальника отдела боевой подготовки Министерства обороны ПМР. 7 мая 1993 года создал в Тирасполе Учебный центр (во главе с подполковником Н. А. Помящим) по подготовке младших специалистов (оформленный в виде учебного центра отдельной мотострелковой бригады, которую возглавил Н. Лепихов).
В 1995 году назначен заместителем Министра оборона ПМР по боевой подготовке. С 1998 года и до самой смерти — первый заместитель Министра обороны ПМР — и. о. начальника Главного штаба (официально утверждён в должности без приставки и. о. в 2000 году) Вооруженных Сил ПМР.
В 2002 при Учебном центре организовал военную научно-исследовательскую лабораторию «ПОИСК» по розыску могил павших в годы Великой Отечественной войны военнослужащих. В течение 2003—2005 годов неоднократно выступал за преобразование Учебного центра мотострелковой бригады в официальное высшее военное учебное заведение Министерства обороны Приднестровской Молдавской Республики. В 2008 Учебный центр тираспольского гарнизона преобразован в Военный институт.
Умер 13 мая 2006 от острой сердечной недостаточности во время проведения плановой проверки боевой готовности Вооружённых сил Приднестровской Молдавской Республики.

## Награды
Награждён медалями СССР, ПМР, Сирии, именным оружием, грамотами Президента ПМР, благодарственными письмами и благодарностями Президента и Министра обороны ПМР.
- Медаль «Защитнику Приднестровья»
- Медаль «За боевые заслуги»
- Медаль «Участнику миротворческой операции в Приднестровье»
- Медаль «15 лет Приднестровской Молдавской Республике»
- Медаль «10 лет Вооружённым силам Приднестровской Молдавской Республики»
- Орден «За личное мужество» (26 апреля 1995) — за личное мужество и самоотверженность, проявленные при защите Приднестровской Молдавской Республики[24]
- Грамота Президента Приднестровской Молдавской Республики (4 сентября 1996) — за большие успехи в повышении боевой готовности частей и подразделений, улучшение качества оперативной и боевой подготовки, поддержание высокой воинской дисциплины среди подчинённых и в честь 5-й годовщины создания Вооружённых сил[25]
- Благодарственное письмо Президента Приднестровской Молдавской Республики (19 февраля 1998) — за большой вклад в укрепление и повышение боевой готовности Вооружённых сил Приднестровской Молдавской Республики и в связи с Днём защитника Отечества[26]
- Орден «За службу Родине в Вооружённых Силах Приднестровской Молдавской Республики» III степени (28 августа 1998) — за мужество и храбрость, проявленные во время боевых действий, высокие показатели в служебной деятельности и в честь 8-летия со дня образования Приднестровской Молдавской Республики[27]
- Заслуженный военный специалист Приднестровской Молдавской Республики (30  августа 1999) — за большой вклад в дело укрепления и повышения боевой готовности Вооружённых сил Приднестровской Молдавской Республики, высокие показатели в служебной деятельности и в связи с 8-й годовщиной со дня создания Вооружённых сил Приднестровской Молдавской Республики[28]
- Медаль «10 лет Приднестровской Молдавской Республике» (17 августа 2000) — за активное участие в становлении, защите и строительстве Приднестровской Молдавской Республики и в связи с 10-й годовщиной со дня образования[4]
- Благодарственное письмо Президента Приднестровской Молдавской Республики (4 октября 2000) — за большой личный вклад в подготовку войск к параду, посвящённому 10-й годовщине со дня образования Приднестровской Молдавской Республики[29]
- Орден «За службу Родине в Вооружённых Силах Приднестровской Молдавской Республики» II  степени (27 августа 2001) — за большой вклад в укрепление и повышение боевой готовности, безупречную службу и в связи с 10-летием со дня образования Вооружённых сил Приднестровской Молдавской Республики[30]
- Медаль «За безупречную службу» III степени (25 апреля 2002) — за добросовестное выполнение служебных обязанностей, примерную воинскую дисциплину[31]
- Орден «За службу Родине в Вооружённых Силах Приднестровской Молдавской Республики» I степени (18 февраля 2004) — за высокие показатели в служебной деятельности, большой вклад в дело укрепления и повышения боевой готовности Вооружённых сил Приднестровской Молдавской Республики и в связи с Днём защитника Отечества[32]
- Грамота Президента Приднестровской Молдавской Республики (5 сентября 2005) — за добросовестное и профессиональное отношение к подготовке техники, вооружения и личного состава к участию и проведению военного парада, посвящённого 15-й годовщине со дня образования Приднестровской Молдавской Республики[33]